# Llista de governadors colonials d'Angola

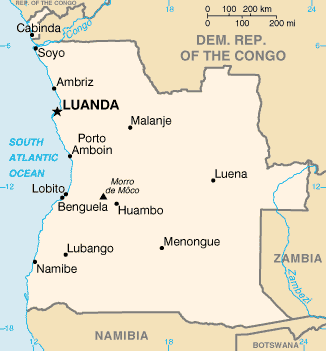
Mapa d'Angola.

Escut de l'Àfrica Occidental Portuguesa

Aquesta és una llista de governadors colonials d'Angola, responsables polítics de l'Àfrica Occidental Portuguesa durant el domini portuguès i neerlandès.

## Llista de governadors
| Període                                 | Governador | Notes                                          |
| --------------------------------------- | --- | ---------------------------------------------- |
| Sobirania portuguesa                    | |                                                |
| Angola Donatária (São Paulo de Loanda)  | Colònia | Colònia                                        |
| 1 Febrer 1575 a 1589                    | Paulo Dias de Novais, Donatário                                                                                  |                                                |
| Àfrica Occidental Portuguesa            | Colònia de la Corona                                                                                             | Colònia de la Corona                           |
| 1589 a 1591                             | Luís Serrão, Governador                                                                                          |                                                |
| 1591 a juny 1592                        | André Ferreira Pereira, governador                                                                               |                                                |
| juny 1592 a 1593                        | Francisco de Almeida, governador                                                                                 |                                                |
| 1593 a 1594                             | Jerónimo de Almeida, governador                                                                                  |                                                |
| 1594 a 1602                             | João Furtado de Mendonça, governador                                                                             |                                                |
| 1602 a 1603                             | João Rodrigues Coutinho, governador                                                                              |                                                |
| 1603 a 1606                             | Manuel Cerveira Pereira, governador                                                                              | 1st Term                                       |
| 1606 a setembre 1607                    | ..., governador                                                                                                  |                                                |
| setembre 1607 a 1611                    | Manuel Pereira Forjaz, governador                                                                                |                                                |
| 1611 a 1615                             | Bento Banha Cardoso, governador                                                                                  |                                                |
| 1615 a 1617                             | Manuel Cerveira Pereira, governador                                                                              | 2nd Term                                       |
| 1617 a 1621                             | Luís Mendes de Vasconcelos, governador                                                                           |                                                |
| 1621 a 1623                             | João Correia de Sousa, governador                                                                                |                                                |
| 1623 a 1623                             | Pedro de Sousa Coelho, governador                                                                                |                                                |
| 1623 a 1624                             | Simão de Mascarenhas, governador                                                                                 |                                                |
| 1624 a 4 setembre 1630                  | Fernão de Sousa, governador                                                                                      |                                                |
| 4 setembre 1630 a 1635                  | Manuel Pereira Coutinho, governador                                                                              |                                                |
| 1635 a 18 d'octubre 1639                | Francisco de Vasconcelos da Cunha, governador                                                                    |                                                |
| 18 d'octubre 1639 a 1641                | Pedro César de Meneses, governador                                                                               |                                                |
| 1641 a octubre 1645                     | Pedro César de Meneses, governador                                                                               | En oposició als neerlandesos                   |
| octubre 1645 a 1646                     | Francisco de Souto-Maior, governador                                                                             | En oposició als neerlandesos                   |
| Sobirania neerlandesa'                  | |                                                |
| Àfrica Occidental Holandesa             | |                                                |
| 1641 a 1642                             | Pieter Moorthamer, Director                                                                                      |                                                |
| 1642 a 1648                             | Cornelis Hendrikszoon Ouman, Director                                                                            |                                                |
| Sobirania portuguesa                    | |                                                |
| 1646 a 24 d'agost 1648                  | Junta Triumvirat                                                                                                 |                                                |
| 24 d'agost 1648 a 1651                  | Salvador Correia de Sá e Benavides, Governador                                                                   |                                                |
| 1651 a març 1652                        | ..., governador interí                                                                                           |                                                |
| Març 1652 a 1653                        | Rodrigo de Miranda Henriques, Governador                                                                         |                                                |
| 1653 a octubre 1654                     | Bartolomeu de Vasconcelos da Cunha, governador interí                                                            |                                                |
| October 1654 a 18 d'abril 1658          | Luís Mendes de Sousa Chichorro, Governador                                                                       |                                                |
| 18 d'abril 1658 a 1661                  | João Fernandes Vieira, Governador                                                                                |                                                |
| 1661 a setembre 1666                    | André Vidal de Negreiros, Governador                                                                             |                                                |
| setembre 1666 a febrer 1667             | Tristão da Cunha, Governador                                                                                     |                                                |
| febrer 1667 a agost 1669                | Junta |                                                |
| d'agost 1669 a 1676                     | Francisco de Távora, Governador                                                                                  |                                                |
| 1676 a 1680                             | Pires de Saldanha de Sousa e Meneses, Governador                                                                 |                                                |
| 1680 a 1684                             | João da Silva e Sousa, Governador                                                                                |                                                |
| 1684 a 1688                             | Luís Lobo da Silva, Governador                                                                                   |                                                |
| 1688 a 1691                             | João de Lencastre, Governador                                                                                    |                                                |
| 1691 a 1694                             | Gonçalo da Costa d'Alcáçova Carneiro de Meneses, Governador                                                      |                                                |
| 1694 a 1697                             | Henrique Jacques de Magalhães, Governador                                                                        |                                                |
| 1697/1698 a 1701                        | Luís César de Meneses, Governador                                                                                |                                                |
| 1701 a 1702                             | Bernardino de Távora de Sousa Tavares, Governador                                                                |                                                |
| 1705 a 1709                             | Lourenço d'Almada, Governador                                                                                    |                                                |
| 1709 a 1713                             | António de Saldanha d'Albuquerque Castro e Ribafria, Governador                                                  |                                                |
| 1713 a 1717                             | João Manuel de Noronha, Governador                                                                               |                                                |
| 1717 a 1722                             | Henrique de Figueiredo 'Alarcão, Governador                                                                      |                                                |
| 1722 a 1725                             | António d'Albuquerque Coelho de Carvalho, Governador                                                             |                                                |
| 1725 a 1726                             | José Carvalho da Costa, governador interí                                                                        |                                                |
| 1726 a 1732                             | Paulo Caetano d'Albuquerque, Governador                                                                          |                                                |
| 1732 a 1738                             | Rodrigo César de Meneses, Governador                                                                             |                                                |
| 1738 a 1748                             | João Joaquim Jacques de Magalhães, Governador                                                                    |                                                |
| 1748 a 1749                             | Fonseca Coutinho, governador interí                                                                              |                                                |
| 1749 a 1753                             | António de Almeida Portugal, 4th Comte d'Avintes, 1st Marquès de Lavradio, Governador                            |                                                |
| 1753 a 1758                             | António Álvares da Cunha, Governador                                                                             |                                                |
| 1758 a 1764                             | António de Vasconcelos, Governador                                                                               |                                                |
| 1764 a 1772                             | Francisco Inocéncio de Sousa Coutinho, Governador                                                                |                                                |
| 1772 a 1779                             | António de Lencastre, Governador                                                                                 |                                                |
| 1779 a 1782                             | José Gonçalo da Gama, Governador o João de Camâra, Governador                                                    |                                                |
| 1782 a 1784                             | Juntas |                                                |
| 1784 a 1790                             | José José de Almeida e Vasconcellos de Soveral e Carvalho, 1r Baró de Moçâmedes, Governador                      |                                                |
| 1790 a 1797                             | Manuel de Almeida e Vasconcelos de Soveral e Carvalho da Maia Soares d'Albergaria, 1r Comte d'A Lapa, Governador |                                                |
| 1797 a 1802                             | Miguel António de Melo, Governador                                                                               |                                                |
| 1802 a 1806                             | Fernando António de Noronha, Governador                                                                          |                                                |
| 1806 a 1807                             | ..., Governador                                                                                                  |                                                |
| 1807 a 1810                             | António de Saldanha da Gama, Governador                                                                          |                                                |
| 1810 a 1815                             | José de Oliveira Barbosa, Governador                                                                             |                                                |
| 1816 a 1819                             | Luís da Mota Fêo e Torres, Governador                                                                            |                                                |
| 1819 a 1821                             | Manuel Vieira Tovar d'Albuquerque, Governador                                                                    |                                                |
| 1821 a 1822                             | Joaquim Inácio de Lima, Governador                                                                               |                                                |
| 1822 a 1823                             | Junta |                                                |
| 1823 a 1823                             | Cristóvão Avelino Dias, Governador                                                                               |                                                |
| 1823 a 1829                             | Nicolau de Abreu Castelo-Branco, Governador                                                                      |                                                |
| 1829 a 1834                             | José Maria de Sousa Macedo Almeida e Vasconcelos, 1r Baró de Santa Comba Dão, Governador                         |                                                |
| 1834 a 1836                             | Junta |                                                |
| 1836 a 1836                             | Domingos Saldanha de Oliveira Daun, Governador                                                                   |                                                |
| 1837 a 1839                             | Bernardo Vidal, Governador-General                                                                               |                                                |
| 1839 a 1839                             | António Manuel de Noronha, Governador-General                                                                    |                                                |
| 1839 a 1842                             | Manuel Eleutério Malheiro, governador interí-General                                                             |                                                |
| 1842 a 1843                             | José Xavier Bressane Leite, Governador-General                                                                   |                                                |
| 1843 a 1845                             | Lorenço Germack Possolo, Governador-General                                                                      |                                                |
| 1845 a 1848                             | Pedro Alexandrino da Cunha, Governador-General                                                                   |                                                |
| 1848 a 1851                             | Adrião de Silveiro Pinto, Governador-General                                                                     |                                                |
| 1851 a 1853                             | António Sérgio de Sousa, Governador-General                                                                      |                                                |
| 1853 a 1853                             | António Ricardo Graça, Governador-General                                                                        |                                                |
| 1853 a 1854                             | Miguel Ximenez Rodrigues Sandoval de Castro e Vargas, 1r Vescomte de Pinheiro, Governador-General                |                                                |
| 1854 a 1860                             | José Rodrigues Coelho do Amaral, Governador-General                                                              | 1r mandat                                      |
| 1860 a 1861                             | Carlos Augusto Franco, Governador-General                                                                        |                                                |
| 1861 a 1862                             | Sebastião Lopes de Calheiros e Meneses, Governador-General                                                       |                                                |
| 1862 a 1865                             | José Baptista de Andrade, Governador-General                                                                     | 1r mandat                                      |
| 1865 a 1868                             | Francisco António Gonçalves Cardoso, Governador-General                                                          |                                                |
| 1868 a 1869                             | ..., Governador-General                                                                                          |                                                |
| 1869 a 1870                             | José Rodrigues Coelho do Amaral, Governador-General                                                              | 2n mandat                                      |
| 1870 a 1873                             | José Maria da Ponte e Horta, Governador-General                                                                  |                                                |
| 1873 a 1876                             | José Baptista de Andrade, Governador-General                                                                     | 2n mandat                                      |
| 1876 a 1878                             | Caetano Alexandre d'Almeida 'Albuquerque, Governador-General                                                     |                                                |
| 1878 a 1880                             | Vasco Guedes de Carvalho e Meneses, Governador-General                                                           |                                                |
| 1880 a 1882                             | António Eleutério Dantas, Governador-General                                                                     |                                                |
| 1882 a 14 febrer 1885                   | Francisco Joaquim Ferreira do Amaral, Governador-General                                                         |                                                |
| Colònia d'Àfrica Occidental Portuguesa  | |                                                |
| 14 febrer 1885 a 1886                   | Francisco Joaquim Ferreira do Amaral, Governador-General                                                         |                                                |
| 1886 a 1892                             | Guilherme Augusto de Brito Capelo, Governador-General                                                            | 1r mandat                                      |
| 25 d'agost 1892 a setembre 1893         | Jaime Lobo de Brito Godins, Governador-General interí                                                            |                                                |
| 1893 a 1896                             | Álvaro Ferreira, Governador-General                                                                              |                                                |
| 1896 a 1897                             | Gilherme Augusto de Brito Capelo, Governador-General                                                             | 2n mandat                                      |
| 1897 a 1900                             | António Duarte Ramada Curto, Governador-General                                                                  | 1r mandat                                      |
| 1900 a 1903                             | Francisco Xavier Cabral de Oliveira Moncada, Governador-General                                                  |                                                |
| 1903 a 1904                             | Eduardo Augusto Ferreira da Costa, Governador-General                                                            | 1r mandat                                      |
| 1904 a 1904                             | Custódio Miguel de Borja, Governador-General                                                                     |                                                |
| 1904 a 1905                             | António Duarte Ramada Curto, governador interí-General                                                           | 2n mandat                                      |
| 1905 a 1906                             | Caminho de Ferro de Mossámedes, Governador-General                                                               |                                                |
| 1906 a 1907                             | Eduardo Augusto Ferreira da Costa, Governador-General                                                            | 2n mandat                                      |
| Juny 1907 a Juny 1909                   | Henrique Mitchell de Paiva Couceiro, Governador-General                                                          |                                                |
| 1909 a 1909                             | Álvaro António da Costa Ferreira, governador interí-General                                                      |                                                |
| 1909 a 1910                             | José Augusto Alves Roçadas, Governador-General                                                                   |                                                |
| 1910 a 1911                             | Caetano Francisco Cláudio Eugénio Gonçalves, governador interí-General                                           |                                                |
| 1911 a 1912                             | Manuel Maria Coelho, Governador-General                                                                          |                                                |
| 1912 a 15 d'agost 1914                  | José Mendes Ribeiro Norton de Matos, Governador-General                                                          |                                                |
| Colònia d'Angola                        | |                                                |
| 15 d'agost 1914 a 1915                  | José Mendes Ribeiro Norton de Matos, Governador-General                                                          |                                                |
| 1915 a 1916                             | António Júlio da Costa Pereira de Eça, Governador-General                                                        |                                                |
| 1916 a 1917                             | Pedro Francisco Massano d'Amorim, Governador-General                                                             |                                                |
| 1917 a 1918                             | Jaime Alberto de Castro Morais, Governador-General                                                               |                                                |
| 1918 a 1919                             | Filomeno da Câmara Melo Cabral, Governador-General                                                               |                                                |
| 1919 a 1920                             | Mimoso Guerra, Governador-General interí                                                                         |                                                |
| 1920 a 1921                             | Francisco Coelho do Amaral Reis, 1r Vescomte de Pedralva, Governador-General                                     |                                                |
| 1921 a 1924                             | José Mendes Ribeiro Norton de Matos, Alt Comissionat i Governador-General                                        |                                                |
| 1924 a 1924                             | João Augusto Crispiniano Soares, Alt Comissionat i Governador-General                                            |                                                |
| 1924 a 1926                             | Francisco Cunha Rêgo Chaves, Alt Comissionat i Governador-General                                                |                                                |
| 1926 a 1928                             | António Vicente Ferreira, Alt Comissionat i Governador-General                                                   |                                                |
| 1928 a 1929                             | António Damas Mora, Alt Comissionat i Governador-General interí                                                  |                                                |
| 1929 a 1931                             | Filomeno da Câmara Melo Cabral, Alt Comissionat i Governador-General                                             |                                                |
| 1931 a 1933                             | José Dionisio Carneiro de Sousa e Faro, Alt Comissionat i Governador-General                                     |                                                |
| 1933 a 1934                             | Eduardo Ferreira Viana, Alt Comissionat i Governador-General                                                     |                                                |
| 1934 a 1935                             | Júlio Garcês de Lencastre, Alt Comissionat i Governador-General                                                  |                                                |
| 1936 a 1940                             | António Lopes Mateus, Alt Comissionat i Governador-General                                                       |                                                |
| 1940 a 1942                             | Manuel da Cunha e Costa Marques Mano, Alt Comissionat i Governador-General                                       |                                                |
| 1942 a 1942                             | Abel de Abreu Souto-Maior, Alt Comissionat i Governador-General                                                  |                                                |
| 1942 a 1943                             | Álvaro de Freitas Morna, Alt Comissionat i Governador-General                                                    |                                                |
| 1943 a 1943                             | Manuel Pereira Figueira, Alt Comissionat i Governador-General                                                    |                                                |
| 1943 a 1947                             | Vasco Lopes Alves, Alt Comissionat i Governador-General                                                          |                                                |
| 1947 a 1947                             | Fernando Mena, Alt Comissionat i Governador-General                                                              |                                                |
| 1948 a 11 de juny 1951                  | José Agapito de Silva Carvalho, Alt Comissionat i Governador-General                                             |                                                |
| Província Ultramarina d'Angola          | |                                                |
| 11 June 1951 a 1955                     | José Agapito de Silva Carvalho, Alt Comissionat i Governador-General                                             |                                                |
| 1955 a 1956                             | Manuel de Gusmão Mascarenhas Gaivão, Alt Comissionat i Governador-General                                        |                                                |
| 1957 a 15 gener 1960                    | Horácio José de Sá Viana Rebelo, Alt Comissionat i Governador-General                                            |                                                |
| 15 gener 1960 a 23 juny 1961            | Álvaro Rodrigues da Silva Tavares, Alt Comissionat i Governador-General                                          |                                                |
| 23 juny 1961 a 26 setembre 1962         | Venâncio Augusto Deslandes, Alt Comissionat i Governador-General                                                 |                                                |
| 26 setembre 1962 a 27 d'octubre 1966    | Silvino Silvério Marques, Alt Comissionat i Governador-General                                                   | 1r mandat                                      |
| 27 d'octubre 1966 a octubre 1972        | Camilo Augusto de Miranda Rebocho Vaz, Alt Comissionat i Governador-General                                      |                                                |
| octubre 1972 a maig 1974                | Fernando Augusto Santos e Castro, Alt Comissionat i Governador-General                                           |                                                |
| Maig 1974 a 15 de juny 1974             | Joaquim Franco Pinheiro, Alt Comissionat i Governador-General interí                                             |                                                |
| 15 de juny 1974 a 24 de juliol 1974     | Silvino Silvério Marques, Alt Comissionat i Governador-General                                                   | 2n mandat                                      |
| 24 de juliol 1974 a 29 de novembre 1974 | António Alva Rosa Coutinho, Alt Comissionat i Governador-General interí                                          |                                                |
| 29 de novembre 1974 a 28 de gener 1975  | António Alva Rosa Coutinho, Alt Comissionat i Governador-General                                                 |                                                |
| 28 de gener 1975 a 2 d'agost 1975       | António Silva Cardoso, Alt Comissionat i Governador-General                                                      |                                                |
| 2 d'agost 1975 a 26 d'agost 1975        | Ernesto Ferreira de Macedo, acting Alt Comissionat i Governador-General                                          |                                                |
| 26 d'agost 1975 a 10 de novembre 1975   | Leonel Cardoso, Alt Comissionat i Governador-General                                                             |                                                |
| 10/11 de novembre 1975                  | Independència com a República Popular d'Angola                                                                   | Independència com a República Popular d'Angola |